# Águilas Metropolitanas
Las Águilas Metropolitanas son un equipo de béisbol de Panamá que juega en la Liga Profesional de Béisbol de Panamá.

## Historia
Águilas Metropolitanas inicia en la temporada 2014-15 bajo el mando de Raúl Domínguez obteniendo el primer subcampeonato de la franquicia perdiendo la final contra los Caballos de Coclé. 
En la temporada de 2024-2025 es campeón nacional por primera vez en su historia y con ello clasifica a la Serie de Las Américas. 

## Títulos
- Liga Profesional de Béisbol de Panamá

2024-2025.
- Serie de Las Américas

2025.

## Torneos internacionales

### Serie de Las Américas 2025 (Managua, Nicaragua)
| Fecha               | Hora  | Visita                   | Resultado | Local                  | Estadio                    |
| ------------------- | ----- | ------------------------ | --------- | ---------------------- | -------------------------- |
| 24 de enero de 2025 | 14:00 | Águilas Metropolitanas   | 19-1      | Club Daom              | Estadio Nacional Soberanía |
| 25 de enero de 2025 | 18:00 | Águilas Metropolitanas   | 4-5       | Leñadores de Las Tunas | Estadio Roberto Clemente   |
| 26 de enero de 2025 | 14:00 | Caimanes de Barranquilla | 3-4       | Águilas Metropolitanas | Estadio Nacional Soberanía |
| 27 de enero de 2025 | 18:00 | Águilas Metropolitanas   | 5–11      | Leones de León         | Estadio Roberto Clemente   |
| 28 de enero de 2025 | 19:00 | Curaçao Goats            | 11–8      | Águilas Metropolitanas | Estadio Nacional Soberanía |
| 29 de enero de 2025 | 19:00 | Águilas Metropolitanas   | 7–0       | Curaçao Goats          | Estadio Nacional Soberanía |
| 30 de enero de 2025 | 19:00 | Águilas Metropolitanas   | 3–1       | Leones de León         | Estadio Nacional Soberanía |